# Bombyx
Bombyx là một chi tằm thật sự hay thuộc họ Bombycidae.
Sâu ăn Moraceae, đặc biệt là dâu tằm (Morus).

## Các loài
Một số loài được ghi nhận thuộc chi này như:
- Bombyx horsfieldi (Moore, 1860)
- Bombyx huttoni Westwood, 1847
- Bombyx incomposita van Eecke, 1929
- Bombyx lemeepauli Lemée, 1950
- Bombyx mandarina (Moore, 1872) – bướm tằm hoang dã
- Bombyx mori (Linnaeus, 1758) – tằm thuần hóa. "Tằm" là tên gọi dùng để chỉ sâu bướm của loài này.
- Bombyx rotundapex Miyata & Kishida, 1990
- Bombyx shini Park and Sohn, 2002

## Hình ảnh

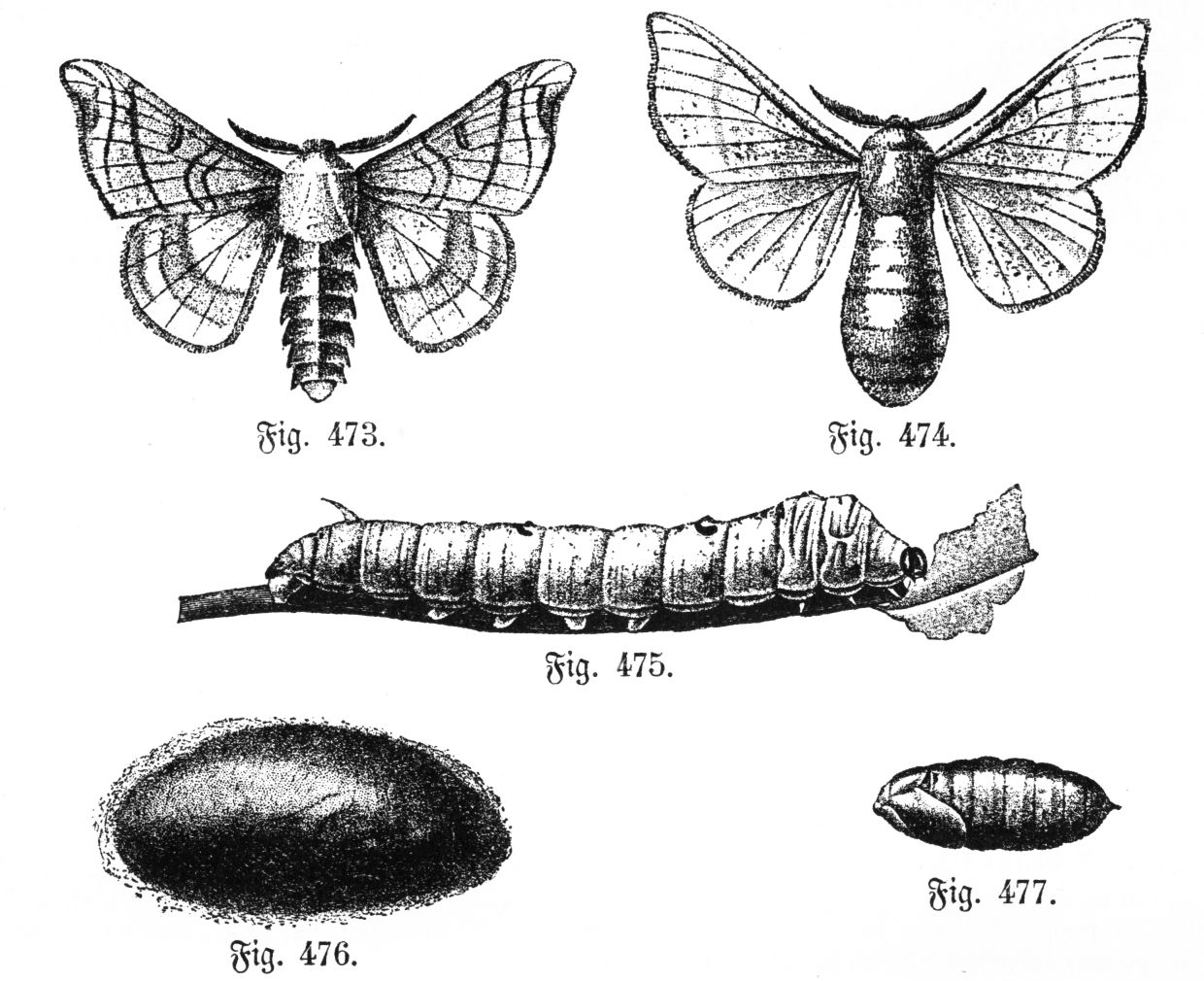
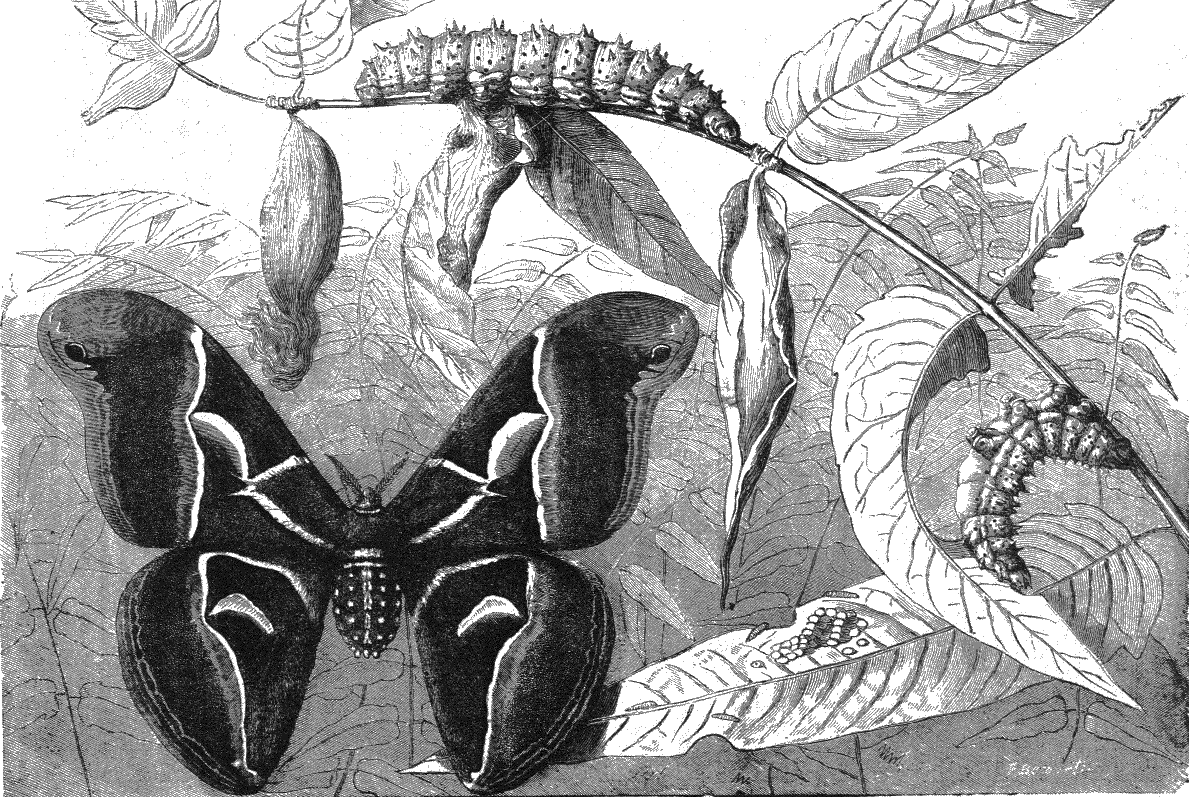